# Cavaliers de Cleveland
Maillots
Actualités
Les Cavaliers de Cleveland (Cleveland Cavaliers en anglais), également surnommés les Cavs, sont une franchise de basket-ball de la NBA basée à Cleveland dans l'État de l'Ohio. Fondé en 1970, le club joue ses matchs à domicile dans la Rocket Mortgage FieldHouse (anciennement Quicken Loans Arena). Il évolue dans la Conférence Est et est opposé aux Bulls de Chicago, aux Pacers de l'Indiana, aux Pistons de Détroit et aux Bucks de Milwaukee au sein de la Division Centrale.
Durant leur histoire, les Cavaliers de Cleveland ont vu évoluer plusieurs joueurs sélectionnés pour le NBA All-Star Game, tels que Austin Carr, Brad Daugherty, Žydrūnas Ilgauskas, Mark Price, LeBron James, Kyrie Irving, Kevin Love, Darius Garland, Jarrett Allen ou Donovan Mitchell.
Hormis un titre de champion de la Division Centrale en 1976, l'équipe ne connaît pas de succès majeur jusqu'aux années 2000, bien qu'elle fût considérée comme l'une des équipes les plus prometteuses dans les années 1980. Le 7 mai 1989, l'équipe perd en playoffs dans un match célèbre contre les Bulls de Chicago à la suite d'un tir de Michael Jordan (« The Shot »).
L'arrivée de LeBron James, premier choix de la draft 2003 et quatre fois Most Valuable Player (MVP), permet au club de remporter deux titres de champion de la Division Centrale (2009, 2010) et un titre de champion de la Conférence Est (2007), associée à une participation en finales NBA perdue. Son retour en juillet 2014 mène la franchise à quatre participations successives en finales NBA, avec l'obtention de leur premier titre en 2016.

## Historique de la franchise

Logo de 1970 à 1983
Logo de 1983 à 1994
Logo de 1994 à 2003
Logo de 2003 à 2010
Logo de 2010 à 2017
Logo de 2017 à 2022
Logo depuis 2022
Logo secondaire depuis 2022

### Les premières années (1970-1974)
La franchise des Cavaliers est fondée en 1970, avec Bill Fitch comme entraîneur. La première saison est très difficile : les Cavaliers commencent par sept matchs à l'extérieur qu'ils perdent tous avec 17 points d'écart en moyenne. La première victoire arrive au bout du seizième match face aux Trail Blazers de Portland. Les Cavs finissent bons derniers de la ligue avec un bilan de 15 victoires pour 67 défaites.
La mauvaise performance de la saison passée octroie au Cavaliers le premier choix de la draft 1971 : c'est Austin Carr qui est sélectionné. Issu de l'université de Notre Dame, il a enregistré une moyenne de 34,5 points durant sa carrière universitaire. Un honnête début de saison porte Cleveland à 15 victoires en 39 matchs, mais l'équipe s'effondre en janvier et termine la saison une nouvelle fois en dernière position avec seulement 23 victoires.
Durant l'intersaison 1972, les Cavs échangent Butch Beard aux Sonics de Seattle contre Lenny Wilkens. Mais Wilkens, blessé, est indisponible en début de saison ce qui condamne Cleveland, qui remporte finalement 32 matchs, grâce à de bonnes performances collectives au mois de mars.
Pendant l'été 1973, Cleveland échange deux valeurs sûres (John Johnson et Rick Roberson) à Portland en échange du deuxième choix de draft avec lequel l'équipe sélectionne Jim Brewer. Le joueur est une déception, tournant à 6 points de moyenne, et le club ne remporte que 29 matchs.

### L'accession aux play-offs (1974-1978)
1974-1975 est la première saison où l'équipe est enfin compétitive et prétend même à une place en play-offs pour la première fois de son histoire. Mais les blessures de joueurs-clés comme Jim Cleamons ou Austin Carr vont coûter leurs chances aux Cavs qui manquent les play-offs d'une victoire, avec un bilan de 40 victoires pour 42 défaites.
Le début de saison calamiteux réalisé en 1975-1976 est vite rattrapé quand les Cavs récupèrent Austin Carr de blessure. Le jeu très collectif de Cleveland — 7 joueurs à plus de 10 points de moyenne — lui permet de réaliser une très bonne seconde partie de saison, qui leur offre la première participation en play-offs de leur histoire, avec 49 victoires pour 33 défaites.
Leur première série en play-offs, face aux Bullets de Washington, est serrée : Cleveland remporte 3 matchs à chaque fois dans les dernières secondes, pour finalement remporter la série quatre manches à trois.
Accédant aux finales de Conférence face aux Celtics de Boston, les Cavs accusent le coup quand leur meilleur marqueur (et deuxième rebondeur de l'équipe), Jim Chones, se fracture le pied. Les Cavaliers sont finalement battus en 6 manches.
Stimulés par leur réussite la saison précédente, les Cavs réalisent un excellent début de saison 1976-1977. Rattrapés par les blessures, Cleveland baisse de rythme mais rallie toutefois les play-offs avec finalement 43 victoires. Ils retrouvent à nouveau les Bullets de Washington qui prennent leur revanche sur la saison précédente.
Durant l'intersaison, les Cavs perdent Jim Cleamons, parti aux Knicks de New York, mais compensent avec la signature de Walt Frazier, qui s'impose dans l'équipe comme second meilleur marqueur, derrière Campy Russell. La saison 1977-1978 se termine une nouvelle fois au premier tour des play-offs, où Cleveland perd contre les Knicks.

### Une période tourmentée (1978-1986)

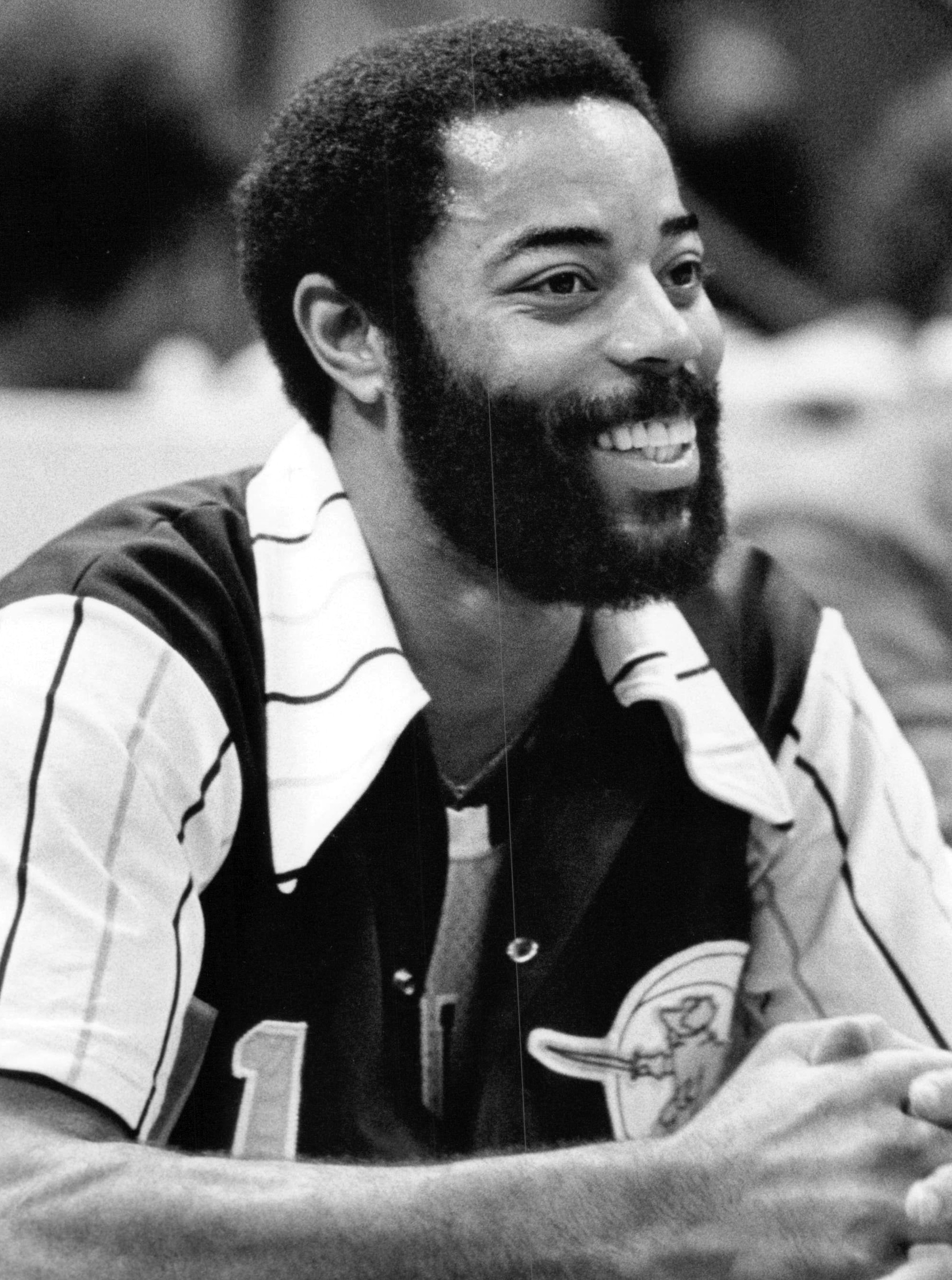
Walt Frazier en 1977, sous le maillot des Cavaliers.

La série de trois apparitions consécutives en play-offs prend fin en 1978-1979 à cause de nombreuses blessures dans l'effectif. Avec seulement 30 victoires au compteur, l'entraîneur Bill Fitch, aux commandes depuis la création du club, est limogé. La saison 1979-1980 est une saison de transition sans play-offs.
Les Cavs sont vendus pendant l'été 1980 à Ted Stepien. Il nomme immédiatement Bill Musselman entraîneur. Mais celui-ci ne tient même pas une saison à son poste, Cleveland plongeant à 28 victoires. Seul Mike Mitchell est une source de satisfaction avec 24 points de moyenne par match, soit le huitième rang dans la ligue. Mitchell quitte le club pour les Spurs de San Antonio durant l'été 1981.
La saison 1981-1982 est misérable pour Cleveland qui clôt son exercice avec 19 défaites consécutives. Les 15 maigres victoires sont le pire bilan du club depuis sa création. Le résultat catastrophique n'assure même pas le premier choix de draft aux Cavs, qui l'ont échangé aux Lakers deux ans plus tôt pour Don Ford, qui ne joua que deux saisons à Cleveland. Les Lakers sélectionnent James Worthy avec ce premier choix. Les Cavs ne remportent que 23 matchs durant la saison 1982-1983, mais évitent quand même une nouvelle saison à plus de 60 défaites avec l'acquisition de World B. Free en décembre qui mène la franchise avec 24 points de moyenne.
La vente de l'équipe en 1983 aux frères Gund ne change pas les résultats sportifs, les Cavs sont pour la sixième saison consécutive privés de play-offs.
L'arrivée de George Karl pour la saison 1984-1985 va enfin permettre à la franchise de redécoller, après un départ catastrophique (2 victoires en 21 matchs) : les Cavs se qualifient enfin pour les play-offs avec un bilan de 36 victoires pour 46 défaites. Ils sont battus au premier tour par les Celtics de Boston.
Durant la draft 1985, les Cavs sélectionnent Charles Oakley mais l'échangent immédiatement à Chicago contre Keith Lee et Ennis Whatley. Les deux joueurs n'apportent quasiment rien à Cleveland tandis qu'Oakley aura une excellente carrière entre Chicago et New York. La saison 1985-1986 est une nouvelle fois sans play-offs.

### L'ère Price-Daugherty (1986-1995)
Après plusieurs décisions catastrophiques, la chance va enfin sourire à Cleveland qui échange Roy Hinson à Philadelphie contre le premier choix de la draft 1986.
Il est utilisé pour sélectionner Brad Daugherty, tandis que Ron Harper est sélectionné en neuvième position ; de plus, Mark Price, sélectionné par Dallas au second tour, est récupéré.
Le 19 juin, deux jours après la draft, Wayne Embry est nommé vice-président et General Manager du club, faisant de lui le premier manager noir de l'histoire des sports professionnels aux États-Unis.
Associé à la venue de Lenny Wilkens au poste d'entraîneur et du jeune John "Hot Rod" Williams, les Cavaliers présentent enfin le profil d'une équipe prometteuse.
Et si les Cavs finissent derniers de leur division avec 31 victoires, l'avenir ne semble pas moins prometteur : Harper, Daugherty et Williams sont les trois meilleurs marqueurs de l'équipe, tous trois nommés dans la All-Rookie team (équipe virtuelle des meilleurs débutants de la saison élue par un panel de journalistes).
Les performances aperçues la saison précédente paient enfin durant la saison 1987-1988, même si le Cavaliers s'affaiblissent en cours de saison par le transfert du rookie Kevin Johnson, de Tyrone Corbin et Mark West aux Suns de Phoenix contre Larry Nance : 12 défaites sur les 15 matchs suivant le transfert. Les Cavs se qualifient néanmoins pour les play-offs avec un bilan de 42 victoires pour 40 défaites grâce à une solide défense. Ils sont battus au premier tour par les Bulls de Chicago de Michael Jordan, qui va devenir au fil des saisons le grand bourreau du club.
Le quatuor Williams / Daugherty / Harper / Price trouve le bon rythme après deux saisons passées ensemble : la saison 1988-1989 est la plus victorieuse de l'histoire du club avec 57 matchs remportés. Deuxièmes dans leur Conférence, les Cavaliers vont de nouveau se faire battre par les Bulls de Michael Jordan au terme du cinquième match, qui marque le panier de la victoire dans les dernières secondes. Ce tir d'anthologie est surnommé « The Shot ».
La saison suivante est ternie par les blessures. Qualifiés de justesse, les Cavs sont sortis une nouvelle fois au premier tour, par les Sixers de Philadelphie cette fois-ci. Mais la saison 1990-1991 est encore pire : seul Craig Ehlo parvient à jouer les 82 matchs. Mark Price manque notamment 66 matchs, à cause d'un ligament du genou gauche déchiré après s'être jeté sur un ballon perdu. Cette blessure réduit grandement ses capacités physiques jusqu'à la fin de sa carrière. Pour noircir encore plus le tableau, Danny Ferry, le deuxième choix de la draft 1989 acquis en échange de Ron Harper durant l'intersaison, est loin d'être à la hauteur (8,6 points de moyenne).
Les Cavaliers ne remportent finalement que 33 rencontres. Ils sélectionnent à la draft de 1991 Terrell Brandon en onzième position, qui s'avère être rapidement un remplaçant de qualité pour Mark Price.
Le club retrouve son niveau en 1991-1992. Débarrassée des blessures, l'équipe égalise son record de victoires en saison régulière, et remporte pour la première fois en 16 ans une série de play-offs face aux Nets du New Jersey. Après avoir éliminé les Celtics de Boston au deuxième tour au terme d'une série très disputée, les Cavaliers sont finalement battus par les futurs champions en titre : les Bulls de Chicago.
Pour la saison 1992-1993, les Cavaliers enregistrent l'arrivée de Gerald Wilkins. Après un début de saison difficile que Brad Daugherty manque à la suite d'une blessure, l'équipe réalise une fin de saison tonitruante pour obtenir un bilan de 54 victoires pour 28 défaites. Mais une fois de plus, les Cavaliers sont éliminés en play-offs par les Bulls de Chicago. À la fin de la saison, Lenny Wilkens démissionne pour rejoindre Atlanta. La draft apporte de nouveau un joueur de choix au club : Chris Mills. Les Cavs font une autre bonne opération en échangeant un futur choix de draft contre Tyrone Hill, qui s'installe rapidement comme un valeureux ailier fort capable au rebond.
Le remplaçant de Wilkens, Mike Fratello, connaît des difficultés à cause des blessures subies par Brad Daugherty et Larry Nance. Avec 47 victoires, les Cavs rallient néanmoins les play-offs, juste pour se faire balayer au premier tour par les Chicago Bulls.
Le changement de stade pour la saison 1994-1995, de la banlieue au centre-ville, ne brise pas le signe indien qui frappe depuis plusieurs saisons les joueurs : Brad Daugherty et Gerald Wilkins manquent la saison complète tandis que Mark Price et son remplaçant Terrell Brandon en sont absents une grande partie. Pour rester compétitif, Fratello met en place un système de jeu défensif consistant à ralentir le rythme du jeu au maximum. Les 89,8 points encaissés en moyenne par match sont le second plus faible total de l'histoire de la ligue depuis la mise en place de l'horloge des 24 secondes. Avec un effectif réduit au minimum, les Cavaliers se qualifient ainsi pour les play-offs, et sont éliminés au premier tour par les Knicks de New York.

### Une longue période de transition (1995-2003)
Ses problèmes de dos semblant incurables, Brad Daugherty part à la retraite. Terrell Brandon prend alors les commandes : meilleur marqueur de l'équipe, il est nommé au All-Star Game.

Les Cavaliers, même s'ils ne marquent que 91 points par match, se qualifient de nouveau pour les play-offs grâce à leur défense de fer : les 88,5 points encaissés par match sont un nouveau record dans la ligue. Mais les lacunes offensives sont fatales à l'équipe en play-offs qui est de nouveau balayée par les Knicks au premier tour.

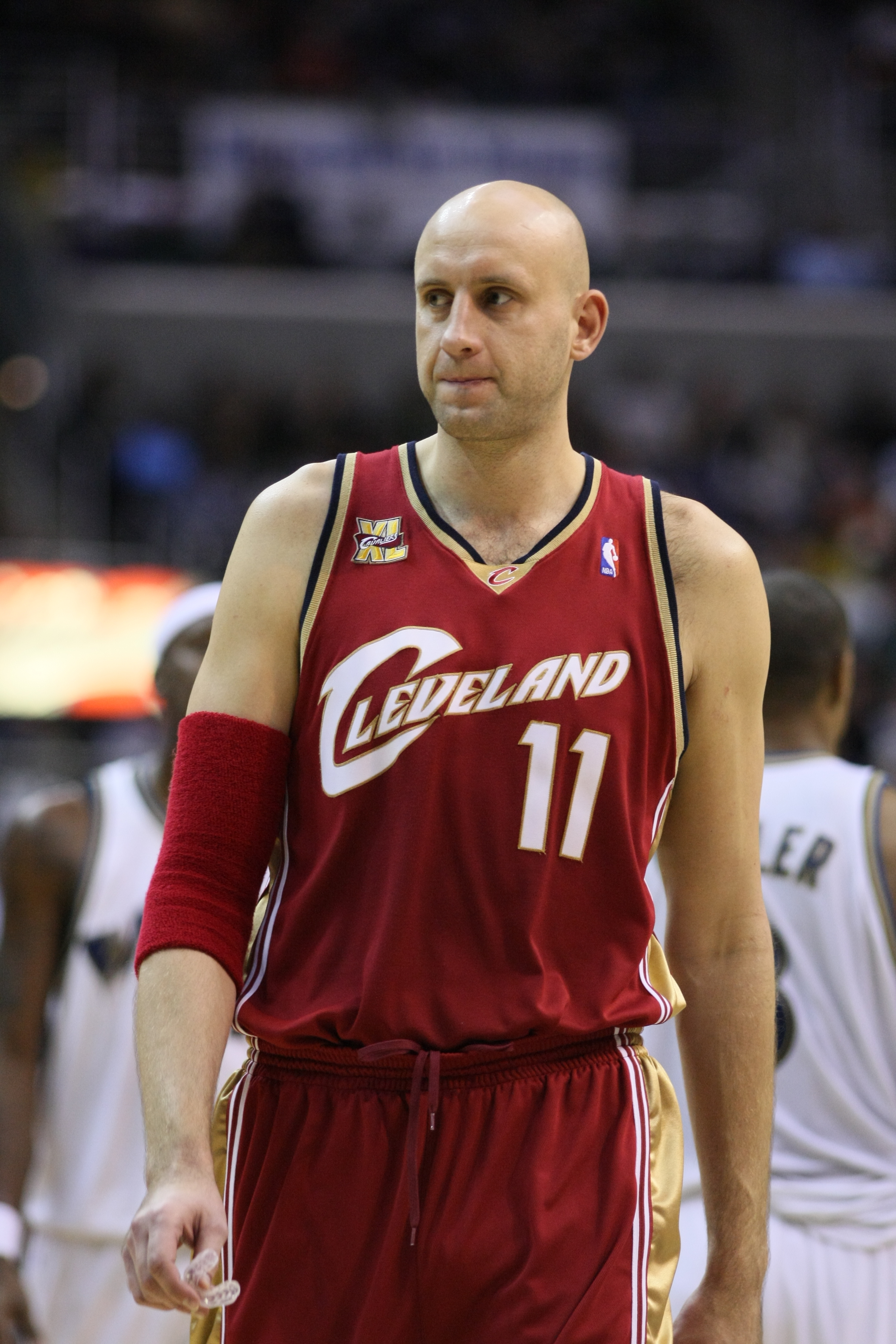
Žydrūnas Ilgauskas sous les couleurs des Cavaliers.

Le jeu ralenti à l'extrême montre ses limites pendant la saison 1996-1997 : même si les 85,6 points encaissés de moyenne sont un nouveau record, les Cavaliers laissent échapper les play-offs de justesse en perdant le dernier match de la saison face aux Bullets de Washington.
Cet échec est l'occasion de rénover de fond en comble l'équipe : les quatre meilleurs marqueurs Terrell Brandon, Chris Mills, Tyrone Hill et Bobby Phills quittent le club. Brandon et Hill sont transférés à Milwaukee dans un échange à trois équipes où Cleveland récupère Shawn Kemp. Chris Mills et Bobby Phills, arrivés à la fin de leurs contrats, signent ailleurs. Pour les remplacer, Cleveland récupère Wesley Person. Arrive également le pivot lituanien Žydrūnas Ilgauskas, sélectionné un an plus tôt lors de la draft.
Les changements portent leurs fruits : Shawn Kemp porte l'équipe jusqu'aux play-offs avec 47 victoires. Au sein de l'équipe, les six meilleurs marqueurs ne jouaient pas à Cleveland la saison passée !
Les espoirs du club lors de la saison 1998-1999 (raccourcie à cause de la grève des joueurs) s'envolent quand Žydrūnas Ilgauskas se fracture le pied après 5 matchs. Fratello, qui ne parvient pas à qualifier le club en play-offs, est remplacé par Randy Whitman. Ilgauskas, indisponible également pour la saison suivante, condamne de nouveau les Cavs. Shawn Kemp, esseulé, ne peut empêcher Cleveland de perdre 50 matchs, même si la draft a apporté Andre Miller qui semble être le meneur du futur des Cavs. En revanche, le flair du club à la draft semble disparaître et plusieurs mauvais choix vont se succéder au fil des années : Trajan Langdon, DeSagana Diop, Dajuan Wagner et Chris Mihm.
Kemp, sur le déclin, est transféré à Portland avant la saison 2000-2001. Mais les joueurs obtenus en retour n'apportent pas de contribution significative. Danny Ferry, après 10 saisons passées à Cleveland, quitte le club en étant le joueur ayant joué le plus de matches sous le maillot des Cavaliers (avec 723).
Pour la troisième saison consécutive les Cavs sont privés de play-offs avec seulement 30 victoires.
Le nouvel entraîneur John Lucas ne parvient pas à changer les résultats du club : les Cavs remportent un match de moins que la saison précédente. La seule satisfaction est Andre Miller qui est le meilleur passeur de la ligue. Durant la draft 2002, les Cavs réalisent un bon coup en sélectionnant au second tour Carlos Boozer, qui monte rapidement en puissance au sein du club.

### L'ère LeBron James (2003-2010)
Durant l'intersaison, les Cavs se séparent de leurs deux meilleurs marqueurs : Miller est envoyé aux Clippers de Los Angeles contre Darius Miles, un jeune ailier athlétique, Lamond Murray est envoyé à Toronto contre un futur choix de draft. La saison est littéralement sabordée, pour augmenter les chances d'obtenir le premier choix de la draft : les Cavs ont déjà en vue LeBron James, le lycéen qui est déjà un phénomène local et au potentiel illimité. Ils finissent derniers de la ligue, ex æquo avec les Nuggets de Denver. Mais la loterie les départage en leur faveur, ils obtiennent le premier choix.
La saison 2003-2004 démarre avec une ferveur qu'on n'avait plus vue depuis longtemps à Cleveland. James répond à toutes les attentes et devient meilleur marqueur de l'équipe. Il est nommé rookie de l'année. Les Cavaliers manquent les play-offs d'une victoire, à cause d'une fin de saison catastrophique mais l'avenir du club semble rayonnant.

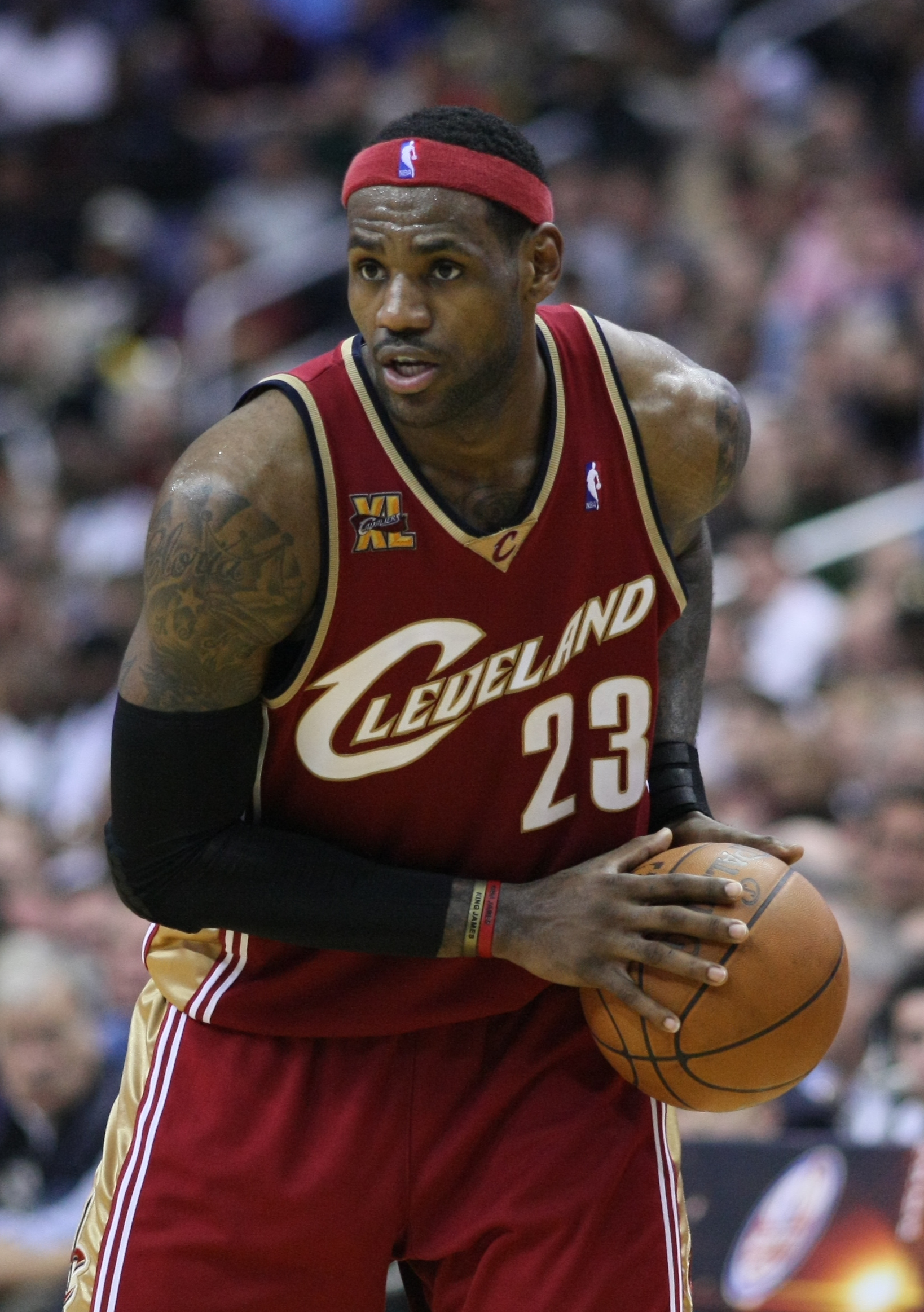
LeBron James en 2009.

Cependant, le départ de Carlos Boozer est un coup dur pour l'équipe. Ce dernier demande au club, durant l'été 2004, de lever l'option d'un an supplémentaire qu'elle détient, pour resigner immédiatement un plus long contrat. Le staff des Cavs accepte, mais une fois l'option levée, Boozer signe immédiatement un énorme contrat avec le Jazz de l'Utah que les Cavs ne peuvent égaliser. La franchise s'en sort honorablement en remplaçant Boozer par Drew Gooden qui réalise alors sa meilleure saison. Si sur le plan individuel LeBron James progresse, l'équipe manque une nouvelle fois les play-offs de peu, alors qu'elle était en tête de sa division au début de la saison.
Afin de retrouver les play-offs dès la saison 2005-2006 qui débute, les Cavs nomment Danny Ferry, l'ancienne gloire du club, au poste de manager. Peu après son arrivée, il conclut un nouveau contrat avec Žydrūnas Ilgauskas et recrute deux agents libres de bon calibre, Larry Hughes et Donyell Marshall. Le premier sort d’une saison à Washington au cours de laquelle il a été le seul joueur de la ligue à aligner au moins 22 points, 6 rebonds, 4 passes et 2,5 interceptions. Le second, en provenance de Toronto, est un ailier expérimenté qui détient le record NBA du nombre de paniers à 3 points marqués en un match (12). Fort de ce recrutement de qualité, la franchise de Cleveland réalise un excellent départ avec un bilan en novembre 2005 de dix victoires pour quatre défaites. Après trois mois équilibrés, l’arrivée de Ronald Murray en provenance des Sonics relance la machine qui se remet à gagner à l’approche des play-offs.
Dans le sillage d’un LeBron James au-delà des 30 points par match et présent dans le top 20 de plus de 25 catégories statistiques, les Cavs obtiennent 50 victoires pour la première fois depuis 1993 ainsi qu'une qualification en phase finale attendue depuis 1998. opposés aux Wizards de Washington, la série se joue autour du duel entre James et Gilbert Arenas. Dans le sillage de King James, les Cavs remportent la confrontation en six matches avant de défier les Pistons. Après avoir mené à la surprise générale trois victoires à deux, les Cavaliers s'inclinent finalement face à la défense de fer de la franchise de Détroit. Cleveland ne marque que 61 points lors du match numéro sept, établissant le record du plus faible total pour un match décisif de play-offs.
Lors de la saison 2006-2007, les Cavaliers créent la surprise en play-offs. Ils ont remporté la finale de conférence face aux Pistons de Détroit pour la première fois, de l'histoire de la franchise. Alors que ces derniers menaient 2 à zéro, les Cavs ont remporté les quatre matches suivants, un exploit réalisé seulement par les Bullets de Baltimore et les Bulls de Chicago seules formations à avoir réussi pareil exploit précédemment. Exceptionnel lors du cinquième match de la série (48 points dont 29 des 30 derniers de son équipe), LeBron James est évidemment la clé de ces performances avec le soutien de l'inattendu rookie Daniel Gibson notamment dans la sixième rencontre (31 points avec 5/5 à 3 points). Cleveland perd la finale quatre à zéro contre les Spurs de San Antonio.
Le 22 mars 2008, à seulement 23 ans, LeBron James devient le meilleur marqueur de l'histoire des Cavaliers, avec 10 414 points en seulement cinq saisons en NBA, record qu'il établit face aux Raptors de Toronto.
Cleveland finit premier de la Conférence et de la NBA avec 66 victoires pour 16 défaites, le record de la franchise. Les Cavs rencontrent au premier tour des playoffs les Pistons de Detroit menés par Richard Hamilton. Detroit est privé d'Allen Iverson, blessé au dos et se fait balayer quatre à zéro par les Cavaliers. En demi-finale les Cavs rencontrent les Hawks d'Atlanta qui sortent d'un premier tour difficile face au Heat de Miami. Cleveland balaye les Hawks quatre victoires à zéro.
En finale de conférence, les Cavs rencontrent le Magic d'Orlando. Le collectif d'Orlando étant trop fort et les intérieurs de Cleveland se faisant dominer par Dwight Howard, les Cavs sont défaits quatre à deux par le Magic aux portes des Finales NBA, malgré un LeBron James toujours aussi étonnant.
C'est une nouvelle désillusion pour Cleveland, leurs intérieurs n'ayant pas réussi à contenir Howard, les spécialistes estiment qu'il faut apporter du renfort à LeBron, et vite, car à l'été 2010, James sera agent-libre.

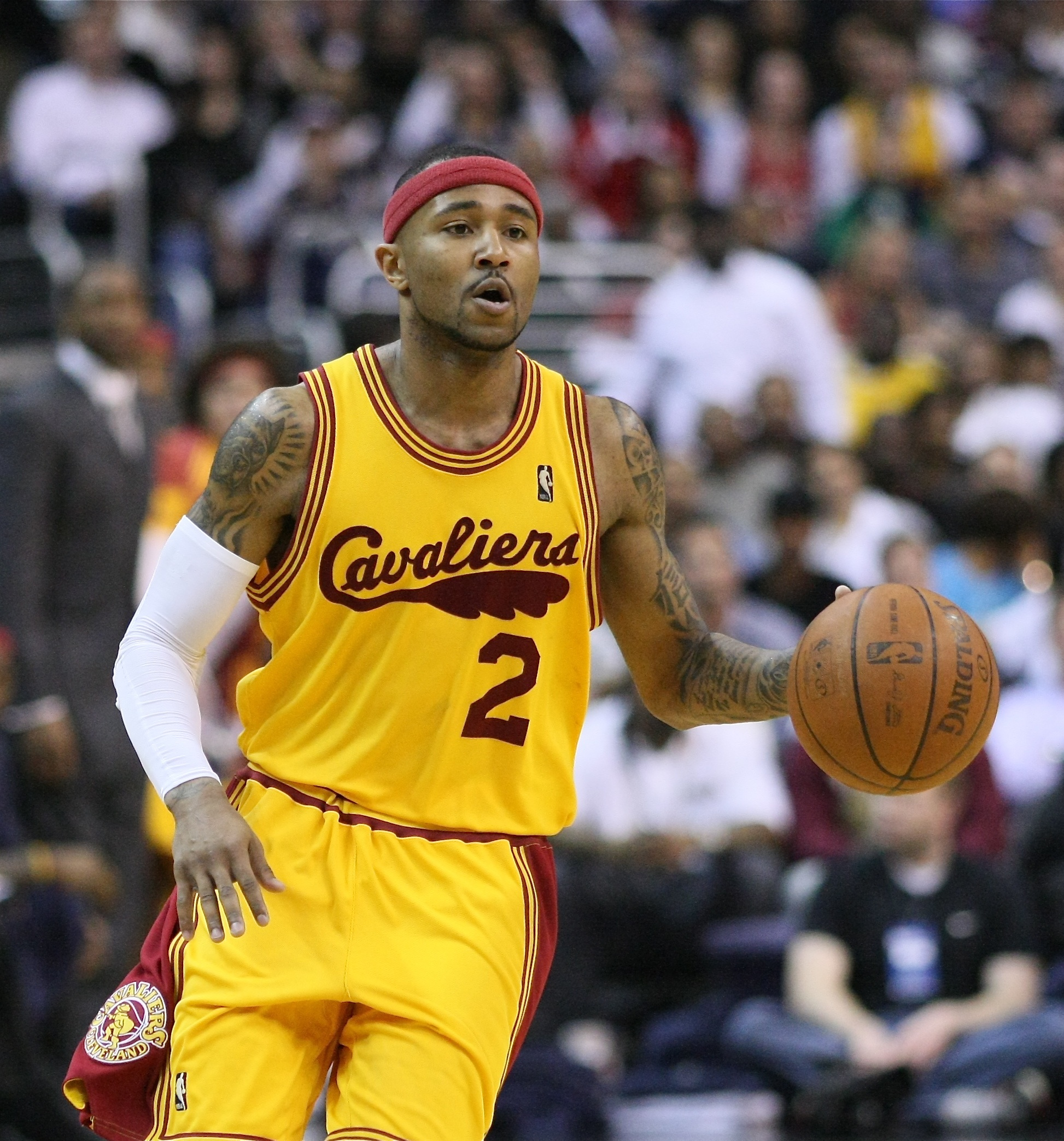
Maurice Williams

Le jeudi 25 juin 2009, les Cavaliers échangent Ben Wallace et Sasha Pavlović contre le pivot star de la NBA, Shaquille O'Neal en provenance des Suns de Phoenix. Le General Manager des Cavaliers Danny Ferry espère qu'en associant LeBron James et le pivot le plus dominant des années 2000, Cleveland pourra remporter son premier titre NBA. LeBron James est élu MVP de la saison régulière en 2010.
Le début de saison est difficile, malgré un LeBron toujours aussi incroyable, les Cavaliers sont irréguliers et ont du mal à jouer avec Shaq. Mais en décembre, l'équipe se réveille, les coéquipiers de James (Williams, Shaq, West…) retrouvent des couleurs et Cleveland commence à jouer vraiment comme un candidat au titre. Ce réveil est bien illustré par leur victoire face aux Lakers le 25 décembre. Les Cavaliers enchainent les victoires et remontent à la 1re place de la ligue, prenant une avance confortable face à leurs opposant à l'Est.
Le mercredi 17 février 2010, on annonce un « blockbuster deal » à l'américaine. Cet échange rassemble les franchises des Clippers de Los Angeles, des Wizards de Washington et des Cavaliers de Cleveland. Ces derniers lâchent Ilgauskas et un premier tour de draft et récupère Sebastian Telfair et Antawn Jamison.
Les Cavaliers terminent la saison en tête de la ligue (61 victoires - 21 défaites) et affrontent au premier tour les Bulls de Chicago mais perdent quatre à deux face aux Celtics de Boston lors de la demi-finale de conférence. C'est une nouvelle désillusion pour la ville de Cleveland qui a peur de perdre son joyau, LeBron James, agent libre à la fin de la saison.

### Après le départ du «King» LeBron James (2010-2014)
Byron Scott devient l'entraîneur de l'équipe de Cleveland, prenant la succession de Mike Brown.
Mais il n'aura pas l'occasion d’entraîner LeBron James. Le 8 juillet 2010, au cours d'une conférence pseudo-dramatique par sa mise en scène, que le monde du basket appelle « The Decision », ce dernier annonce qu'il rejoint le Heat de Miami. C'est une grande déception pour la ville de Cleveland. De plus, l'autre étoile de la franchise, Shaquille O'Neal, quitte aussi Cleveland et signe en faveur des Celtics. La saison de Cleveland tourne rapidement en un enfer, Anderson Varejão et Mo Williams deux joueurs importants, se blessent manquant plusieurs semaines de compétition. Enfin les Cavaliers battent un record NBA, avec 26 défaites consécutives le 9 février 2011 : ce total égalise le plus mauvais du sport américain, record établi par la franchise de football américain des Buccaneers de Tampa Bay sur les saisons NFL 1976 et 1977. Paradoxalement, un an presque jour pour jour, le 8 février 2010 les Cavs avaient le meilleur bilan de la ligue avec 41 victoires pour 11 défaites.
Les Cavs finissent la saison 2010-2011 avec le plus mauvais bilan de la Conférence Est (19-63). Ils obtiennent le premier choix de la draft 2011 lors de la Lottery Pick, le 17 mai 2011, grâce aux droits des Clippers de Los Angeles obtenus grâce à un échange comportant également Baron Davis et qui envoie Mo Williams et Jamario Moon à Los Angeles. Ils possèdent également le quatrième choix de la draft, grâce à leur mauvais bilan.

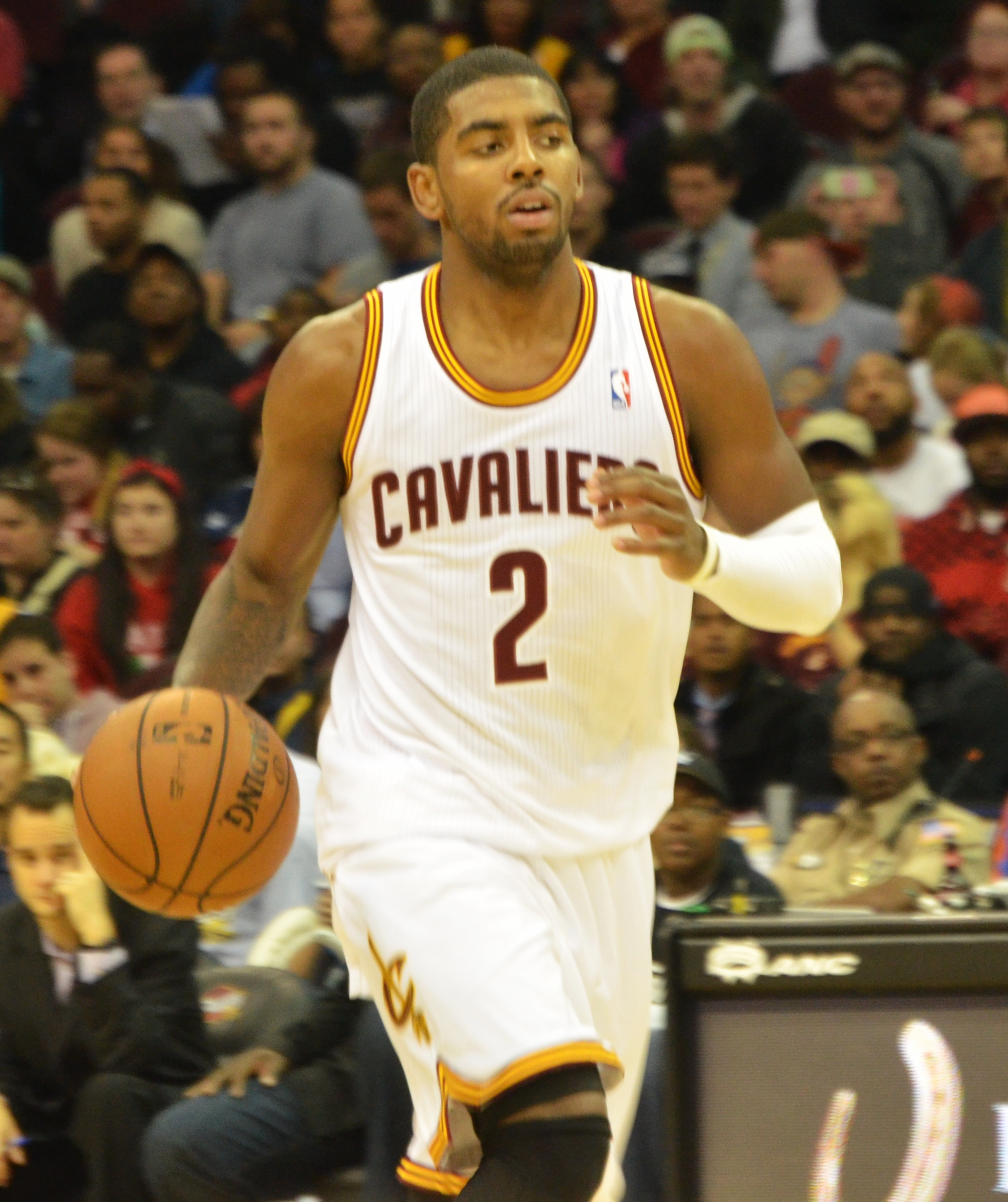
Kyrie Irving sous les couleurs des Cavaliers.

Le 23 juin, lors de la draft 2011, ils sélectionnent pour le premier choix le meneur star de Duke, Kyrie Irving, et pour le quatrième choix l'ailier fort des Longhorns de l'Université du Texas à Austin, Tristan Thompson.
Irving s'impose tout de suite comme le nouveau leader des Cavaliers en tournant à plus de 18 points en moyennes et en étant décisif. Il reçoit le trophée de Rookie Of The Year. Il ramène aussi les Cavaliers de Cleveland dans la course aux playoffs mais la blessure d'Anderson Varejao à la mi-saison les fait chuter au classement.
Durant la saison 2012-2013, les Cavaliers finissent avec le troisième plus mauvais bilan de la Conférence Est, avec 24 victoires pour 58 défaites. Beaucoup de joueurs se blessent. Même si cette équipe commence à se fonder un collectif jeune et athlétique[réf. nécessaire], elle enchaîne les défaites.
Les Cavaliers possèdent le premier choix lors de la Lottery Pick et pendant la draft 2013, ils choisissent en premier choix Anthony Bennett, une surprise totale car Alex Len ou Nerlens Noel devait être choisi selon les Bookmakers. Ils choisissent aussi Sergueï Karassev. En juillet, les Cavaliers réalisent un recrutement risqué avec l'arrivée du pivot Andrew Bynum : joueur réputé talentueux, celui est également fragile, et n'a pas joué le moindre match avec Philadelphie lors de dernière saison. Les Cavaliers prennent toutefois des précautions : sur le contrat prévu de 24 millions de dollars sur deux ans, seuls six millions sont garantis pour la première saison, Bynum est finalement échangé quelques mois plus tard contre le joueur des Bulls de Chicago Luol Deng.
La saison 2013-2014 n'est guère meilleure pour les Cavaliers, qui licencient le 6 février 2014 leur directeur général Chris Grant et nomment David Griffin en intérim, avant de lui donner une place permanente le 12 mai. Néanmoins, les Cavs finissent avec un bilan négatif de 33 victoires pour 49 défaites, et décident de licencier l’entraîneur, Mike Brown, pour la 2e fois. Étant donné leur mauvais classement, ils obtiennent le premier choix pour la Draft 2014.

### Le retour de LeBron James et le premier titre (2014-2018)

#### Saison 2014-2015

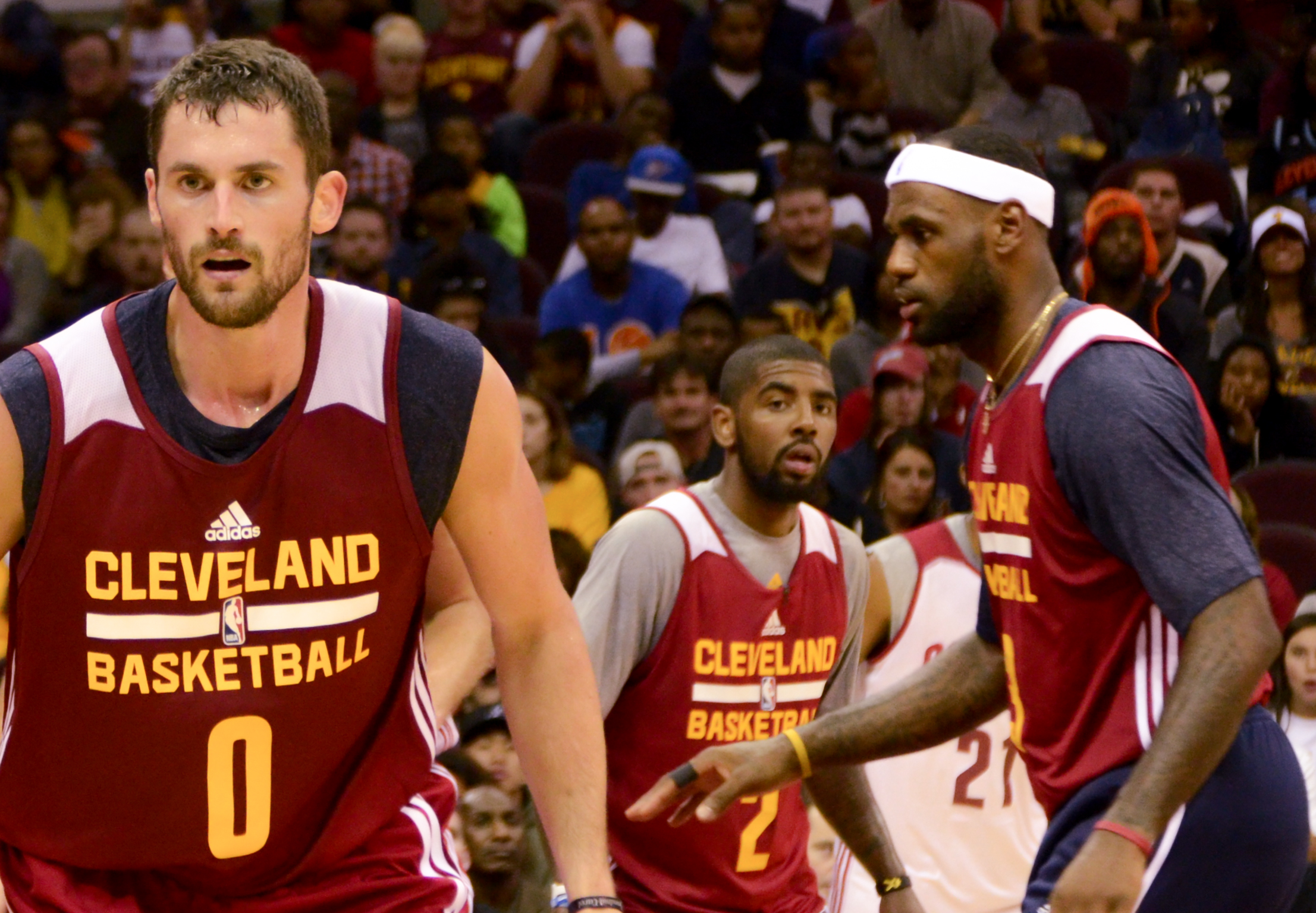
Kevin Love, Kyrie Irving et LeBron James.

La saison 2014-2015 commence avec la signature le 20 juin 2014 d'un nouvel entraîneur : David Blatt, fraîchement titré en Euroligue avec le Maccabi Tel-Aviv.
Lors de la 68e draft de la NBA, qui a eu lieu le 26 juin 2014, les Cavaliers décident de choisir l'ailier canadien Andrew Wiggins. Wiggins était déjà dans le viseur des dirigeants des Cavs car il est considéré comme le meilleur espoir 2014.
Mais ce dernier n'aura pas le temps de jouer une minute en match officiel avec sa nouvelle équipe puisqu'en juillet, LeBron James, annonce dans une interview à Sports Illustrated son retour à Cleveland, franchise qu'il avait quitté en 2010, après « The Decision », une émission de télévision qui prenait des allures pseudo-dramatiques. Cet article, nommé « The Decision 2.0 » ou « The Essay » (en réponse à « The Letter », message que Dan Gilbert, le propriétaire des Cavaliers avait rédigé en 2010 pour fustiger James de son départ et montrer que la franchise de l'Ohio n'avait pas besoin de lui pour gagner un titre), réaffirmait l'attachement de James à l'Ohio ainsi que sa volonté de gagner un titre avec Cleveland. Cependant, LeBron sait plus que quiconque que cette tâche est loin d'être aisée, après en avoir perdu trois, et ne promet pas un titre dès son retour mais veut créer un projet qui s'inscrit dans la continuité.
Pour parvenir à ses fins, les Cavaliers recrutent le 15 juillet 2014, Mike Miller ainsi que l'ailier James Jones, qui furent des coéquipiers de James lors de ses années au Heat de Miami, pour un contrat d'un an. Le 7 août, les Cavaliers réalisent un gros transfert, en récupérant l'ailier fort All-Star des Timberwolves du Minnesota, Kevin Love en échange d'Anthony Bennett, de la nouvelle recrue Wiggins, ainsi qu'un premier tour de draft, dans un échange impliquant 3 équipes. Enfin, les Cavaliers récupèrent, le 17 août, l'ailier Shawn Marion, champion NBA avec Dallas en 2011.
La saison 2014-2015 des Cavaliers démarre le 30 octobre 2014 par la réception des Knicks de New York. Malgré une ferveur incroyable du public de la Q Arena ainsi qu'un bon début de match, les Cavaliers perdent le premier match 90-95. Le 15 novembre 2014, l'équipe bat un record de franchise en inscrivant 19 paniers à 3 points, dont 13 en première mi-temps, lors de la victoire 127-94 face aux Hawks d'Atlanta. Un mois plus tard, l'équipe inflige un 21-0 en début de partie pour s'imposer finalement 97-88 face aux Hornets de Charlotte. Cette prestation n'a plus été vue depuis le 22-0 infligé par les Trail Blazers de Portland face aux Celtics de Boston en 2004.
L'équipe connait un début de saison mitigé, avec des performances en dents de scie, malgré des matchs intéressants et une série de 8 victoires consécutives. Les critiques pointent les problèmes défensifs que l'équipe peut avoir et préconisent de recruter un autre joueur pour améliorer la défense. Comble de malchance, le 23 décembre 2014, l'intérieur Anderson Varejão se blesse au tendon d’Achille, ce qui mit fin à sa saison et relance la nécessité d'améliorer le secteur défensif avec un intérieur.
Le 25 décembre 2014, James se blesse au genou, et manque 2 semaines de compétition. C'est la première fois de sa carrière qu'il connaît pareille blessure. Cette période fut un test fort pour l'équipe, qui ne s'appuyait que sur quelques joueurs majeurs pour une rotation limitée, mais ce test s'est avéré très mauvais, les Cavs ne remportant qu'un seul match en son absence. Il fait son retour le 14 janvier 2015 et malgré son match à plus de 30 points, l'équipe s'incline pour la 6e fois consécutive... Cette série prend fin le match d'après, contre les Lakers de Los Angeles.

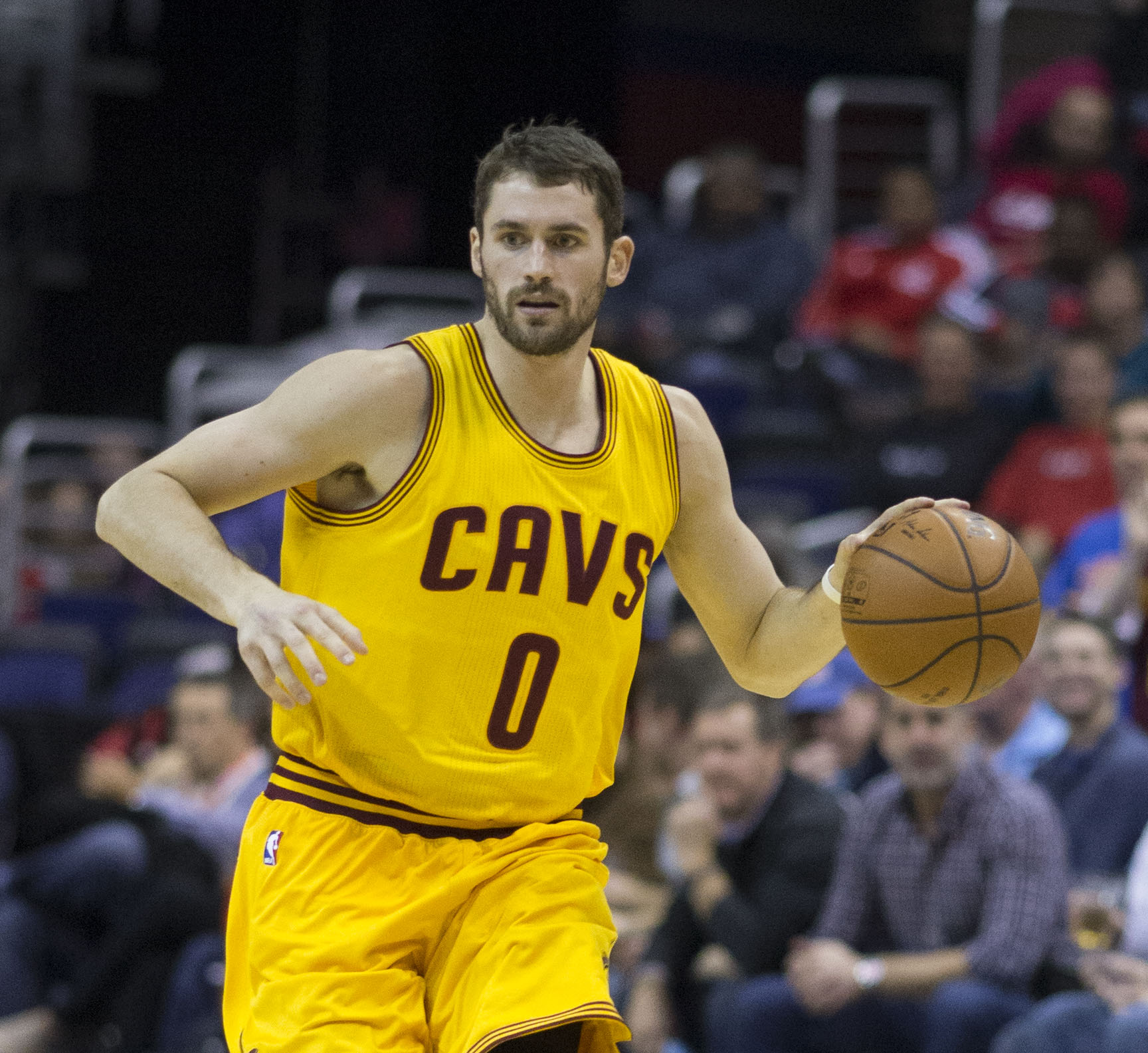
Kevin Love en 2014.

Le 6 janvier 2015, lors d'un transfert impliquant 3 équipes, les Cavaliers reçoivent Iman Shumpert et J. R. Smith des Knicks de New York mais laissent partir Dion Waiters au Thunder d'Oklahoma City ainsi qu'Alex Kirk et Lou Amundson aux Knicks. Pour compenser la blessure de Varejao, les Cavs ont choisi de recruter dans la foulée Timofeï Mozgov, pivot russe des Nuggets de Denver. Mozgov est connu de l'entraîneur David Blatt puisqu'il a joué sous Blatt lors des Jeux Olympiques de Londres en 2012 avec la Russie, et y ont gagné une médaille de bronze.
Le 28 janvier 2015, Kyrie Irving inscrit 55 points au cours du match contre Portland à domicile. C'est la première fois qu'un joueur inscrit autant de points à la Quicken Loans Arena. Par la même occasion, il bat son record en carrière, qui était de 44 points avant ce match, ainsi que son record de panier à 3 points réussis (avec 11 paniers inscrits), ainsi que de paniers à 3 points tentés (19) et de paniers tentés (36).
L'équipe semble enfin trouver son rythme de croisière, ce qui montre qu'elle peut prétendre au titre en fin de saison. Pour preuve, les Cavs ont enchaîné 12 matchs sans perdre et le retour de LeBron James n'y semble pas étranger. De plus, avec l'apport de Mozgov dans la raquette, l'équipe défend beaucoup mieux et ses adversaires se retrouvent souvent en difficulté lors des phases défensives.
Le 21 février 2015, les Cavs enregistrent la signature du pivot, issu du Thunder d'Oklahoma City, Kendrick Perkins pour compléter le secteur défensif, clé de voute des succès des Cavaliers depuis le début de l'année 2015.
Le 12 mars 2015, lors du match contre les Spurs de San Antonio, Irving bat le record de la franchise du nombre de points en un match avec 57 points (20/32 aux tirs, 7/7 à 3 points et 10/10 au lancer-franc). Les Cavaliers remportent ce match 128-125 après prolongation. Le 20 mars 2015, grâce à leur victoire contre les Pacers de l'Indiana (95-92), les Cavaliers sont officiellement qualifiés pour les playoffs 2015. L'équipe de l'Ohio n'avait plus connu l'après-saison depuis 2010, date du départ de LeBron James pour Miami.
Le 8 avril 2015, les Cavs décrochent leur 4e titre de division centrale, grâce à leur victoire contre les Bucks de Milwaukee 104-99 et assurent leur 2e place de conférence derrière l'intouchable équipe des Hawks d'Atlanta. L'équipe finit la saison régulière avec un bilan de 53 victoires pour 29 défaites.
Au premier tour des playoffs, les Cavs sont opposés aux Celtics de Boston qu'ils balayent en 4 matchs malgré une opposition intense des joueurs de Boston, surtout visible dans le match 4.
Au deuxième tour, les Cavaliers sont opposés aux Bulls de Chicago. Cependant, Cleveland n'a pas pu compter sur Kevin Love, blessé à l'épaule à la suite d'un contact rugueux avec Kelly Olynyk, et sur J. R. Smith pour les deux premiers matchs, suspendu par la ligue à la suite de son altercation avec Jae Crowder dans le match 4 du tour précédent.
Malgré la perte du 1er match à la maison et le fait que Cleveland soit mené 2-1 dans la série, l'équipe l'emporte 4-2. Faits notables de cette série, un tir au buzzer de LeBron James dans le match 4 et une victoire finale à Chicago en ayant contenu les Bulls sous la barre des 75 points et sous les 35 points en 3 quart-temps. Durant cette série, des joueurs comme Thompson, Dellavedova ou Shumpert se sont révélés être de très bons joueurs en sortie de banc. L'équipe atteint donc la finale de conférence, sans Kevin Love et Kyrie Irving, sorti sur blessure lors du match 6 contre les Bulls.
Les Cavs sont opposés aux Hawks d'Atlanta en finale de conférence. Kyrie Irving joue un match puis fut déclaré inapte par le staff médical, et manque logiquement les matchs 2 et 3 de la série, cependant il revient pour le match 4. Lors de cette série, les Cavs ont balayé Atlanta en 4 matchs. La franchise rejoint donc les Finales NBA pour la deuxième fois de son histoire.
Pour les Finales NBA, les Cavaliers sont opposés aux Warriors de Golden State, avec les 2 premiers matchs dans la bouillante salle de l'Oracle Arena à Oakland. Après 2 premiers matchs couperets, qui ont vu les deux équipes gagner respectivement en prolongation, les Cavs s'imposent pour mener 2-1 dans la série. Des joueurs comme Matthew Dellavedova ou Tristan Thompson suppléent à merveille les absents. Néanmoins, les Cavaliers perdent les 3 matchs suivants et s'inclinent dans ces finales 4 à 2.

#### Saison 2015-2016

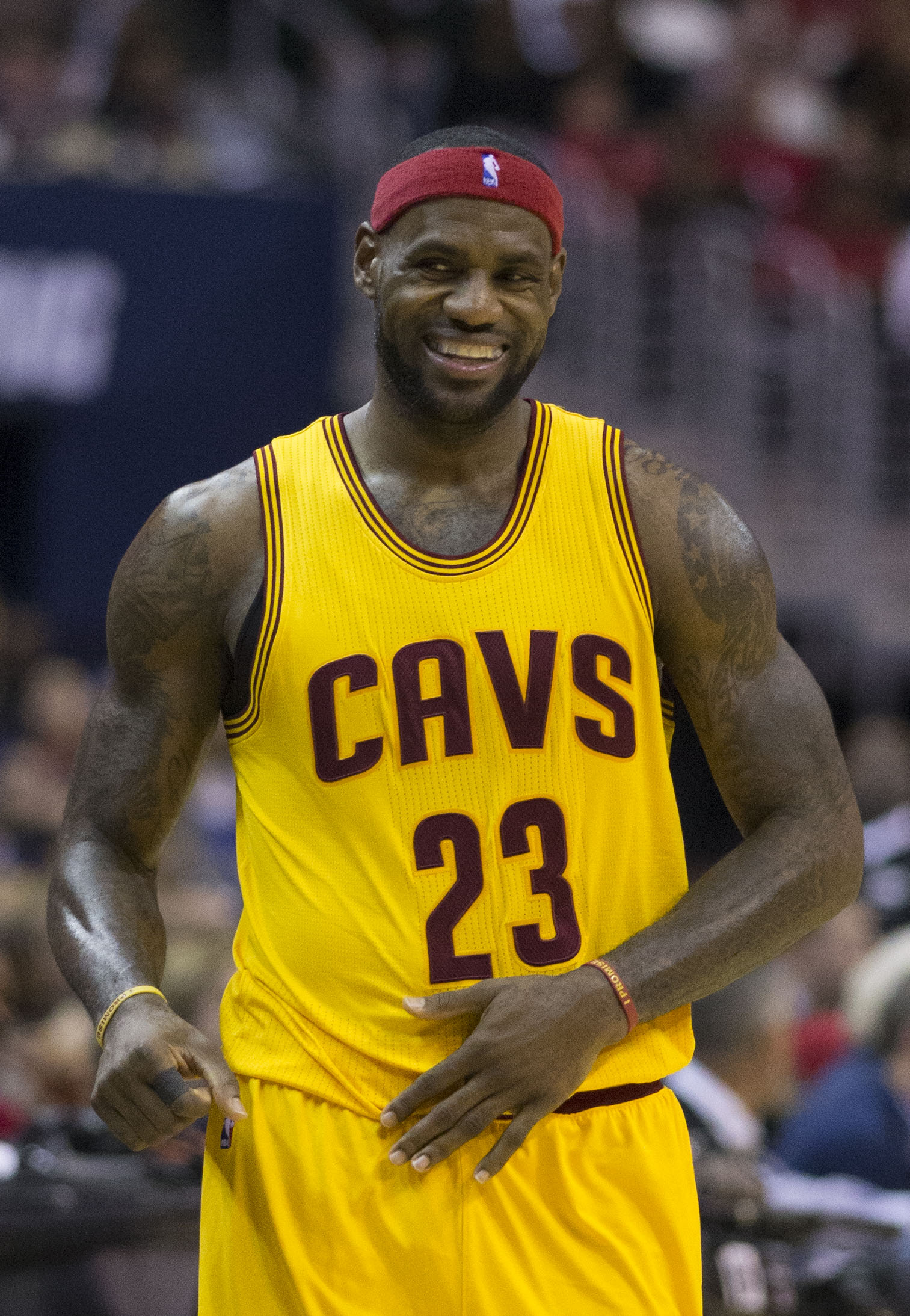
LeBron James lors de son second passage dans la franchise.

Pour préparer au mieux la saison, les Cavs décident de resigner Mozgov, pivot qui contribue sur le plan défensif ainsi que Mike Miller, Kevin Love, Matthew Dellavedova, Iman Shumpert et après de nombreuses négociations, J. R. Smith dans le but de garder la même base que la saison dernière. De plus, un ancien joueur de la franchise et ancien coéquipier de LeBron James, Mo Williams décide de signer à Cleveland pour compléter le poste de meneur. Aussi, pour supplanter le départ à la retraite de Shawn Marion, les Cavs signent le vétéran Richard Jefferson, ailier qui a brillé par le passé avec les Nets du New Jersey et pour pallier une éventuelle rechute d'Anderson Varejao, les Cavs signent le pivot russe Sasha Kaun, que David Blatt a connu lors de son passage dans la sélection nationale russe. Cependant, la resignature du canadien Tristan Thompson semble difficile, les parties ne s'entendant pas sur le plan financier. Ce fut chose faite le 21 octobre 2015 avec la signature d'un contrat de 82 millions de dollars sur 5 ans.
Lors des playoffs, Cleveland inflige 4-0 aux Pistons de Détroit au premier tour, ainsi qu'aux Hawks d'Atlanta en demi-finale, puis remporte la finale de conférence face aux Raptors de Toronto 4-2. Viennent alors les Finales NBA, lors de laquelle Lebron James et les Cavaliers se retrouvent encore une fois confrontés aux Warriors de Golden State. Les deux premiers matchs, disputés à Oakland, sont remportés par les Warriors. De retour à la Quicken Loans Arena pour les deux prochains matchs, Cleveland s'impose lors du match 3 (120-90), mais s'incline sur leur terrain lors du match 4 (97-108). Le titre semble une fois de plus échapper aux Cavaliers, d'autant plus qu'aucune équipe n'a jamais remporter une série de finales après avoir été mené 1-3, d'autant plus que le match 5 se joue à Oakland, fief des Warriors.
Le match 5 est explosif, James et Irving combinent à eux seuls 82 points pour les Cavaliers, qui s'imposent à l'Oracle Arena (112-97) en réponse au match 4 perdu à Cleveland. À noter que Draymond Green était suspendu lors du cinquième match pour une altercation avec James lors du match précédent. Les Cavaliers sont maintenant revenus à 2-3 dans la série, et le match 6 se joue à la Quicken Loans Arena de Cleveland. L'espoir renaît doucement, car si match 7 il y a, celui-ci se jouera sur le territoire des Warriors.
Lors du match 6, Irving inscrit 26 points, James 41 points et Thompson 15 points et 16 rebonds. Les Cavaliers, de retour à la maison, s'imposent 115-101, face à des Warriors en déroute. Ce septième match se déroule donc le 19 juin 2016 à l'Oracle Arena d'Oakland. Alors que les Warriors tentent de remporter leur second titre d'affilée, les Cavaliers, revenus à 3-3 dans la série, ont une chance d'écrire l'histoire en créant l'exploit d'être la première équipe à remporter un titre NBA après avoir été menée 1-3.
Avec un peu plus d'une minute de jeu restant, les deux équipes sont à égalité et James réalise une action défensive exceptionnelle avec un contre décisif sur Andre Iguodala, qui est surnommé "The Block". À la suite de cela, Irving a la possession et rentre alors un tir à trois points historique pour donner l'avantage aux Cavaliers. Le match se termine sur le score de 93-89 pour les Cavaliers qui remportent leur tout premier titre NBA sur le parquet des Warriors et, créant l'exploit de revenir d'un déficit de 1-3. LeBron James est élu MVP des Finales.

#### Saison 2016-2017

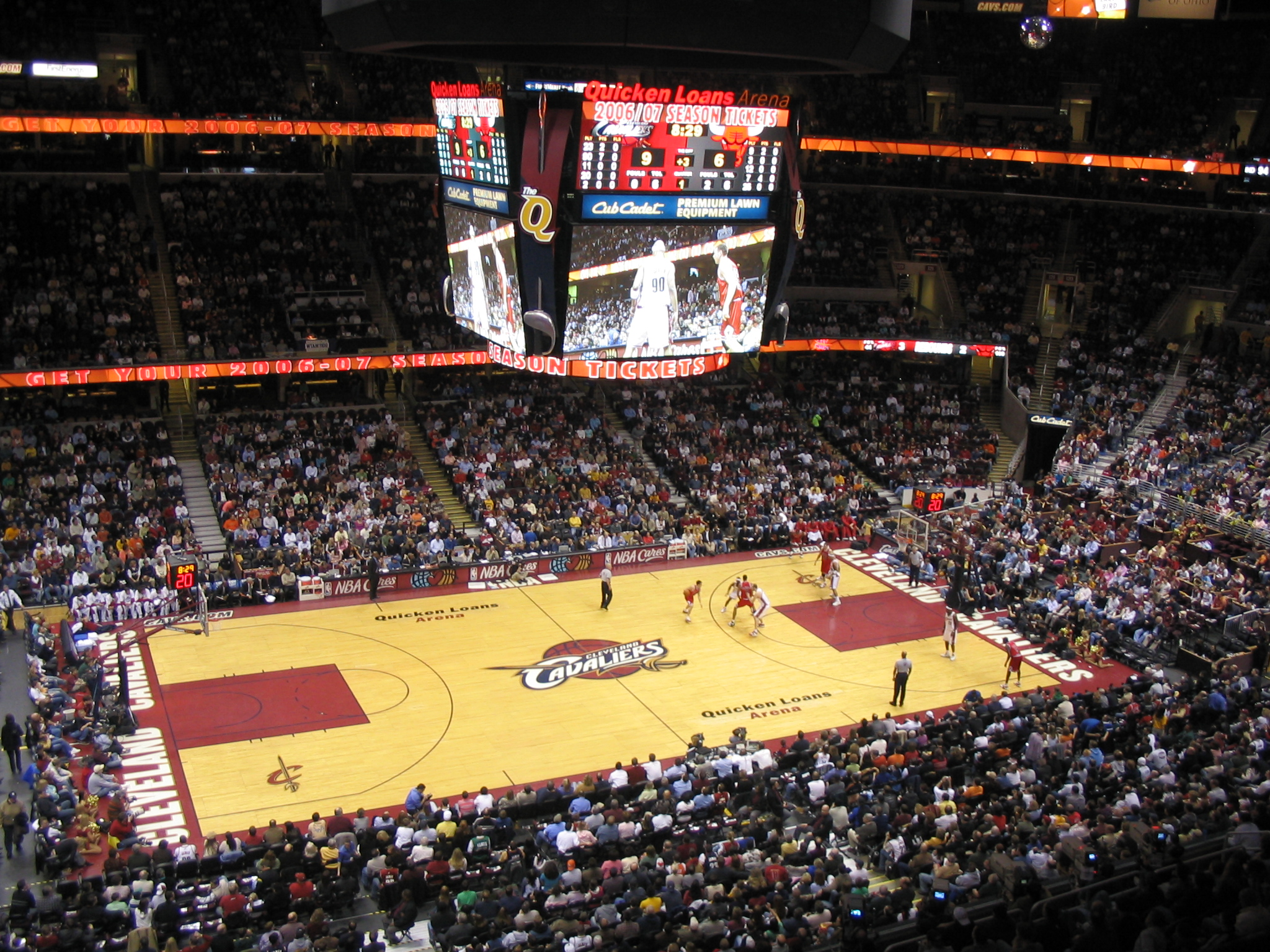
La salle des Cavs, la Quicken Loans Arena

Pendant l'été, les Cavs signent l'ancien coéquipier de James et intérieur Chris Andersen, l'arrière Mike Dunleavy Jr. Ils prolongent les contrats de LeBron James, J. R. Smith, de Richard Jefferson et de James Jones. Les Cavs se séparent de Timofey Mozgov et de Mathew Dellavedova qui sont allés respectivement aux Lakers et aux Bucks. La cérémonie de champions, constituée de la remise des bagues et de l'élévation de la bannière au plafond de la Quicken Loans Arena eut lieu le 25 octobre 2016, suivie du match d'ouverture face aux Knicks de New York, que les Cavs remportent 117-88. Le soir de Noël, les Cavs battent les Warriors après avoir comblé un retard de 15 points. Le match se termine sur un tir à trois secondes de la fin de Kyrie Irving qui donne aux Cavs une avance de 1 point. Ce même soir, Irving passe le cap des 8 000 points en carrière (et sous le maillot des Cavs) tandis que LeBron James approche des 20 000 points sous les couleurs de Cleveland. Au cours de la saison, les Cavs recrutent Kyle Korver en échange de Mike Dunleavy Jr. et un second tour de draft et engagent Derrick Williams, Andrew Bogut, Deron Williams, ainsi que Larry Sanders. Ce dernier, très peu utilisé au cours de la saison régulière, est finalement coupé par la franchise à quelques jours du premier tour des playoffs, tout comme DeAndre Liggins. Ils sont respectivement remplacés par le pivot Walter Tavares et le vétéran Dahntay Jones.
Lors des playoffs, dû à leur enchaînement de défaites en fin de saison, les Cavs se retrouvent 2e de la Conférence Est afin d'affronter au premier tour les Pacers de l'Indiana. Ces derniers se font battre (4-0) malgré des matchs serrés. Au second tour, ils jouent contre les Raptors de Toronto, remportant la série 4-0, grâce, notamment, à LeBron James qui a une moyenne de 34,8 points sur ces deux séries. Les Cavaliers gagnent 4-1 contre les Celtics de Boston en finale de conférence. James et son équipe sont champions de la Conférence Est et rencontrent pour la troisième fois de suite leurs rivaux, les Warriors de Golden State. Les Warriors remportent la série 4-1, malgré des Finales impressionnantes de LeBron James, qui finit en triple-double de moyenne sur les cinq matchs.
Lors de l'intersaison, un énorme transfert a lieu, incluant Kyrie Irving en partance pour les Celtics de Boston, en échange d'Isaiah Thomas.

#### Saison 2017-2018
Lors de la saison 2017-2018, les Cavs peinent en début de saison et perdent Tristan Thompson, leur pivot titulaire, sur blessure. Le 3 novembre, LeBron James marque 57 points face aux Wizards de Washington et égale le record de la franchise sur une rencontre, établi par Kyrie Irving en 2015.
Ils parviennent à se qualifier en playoffs en prenant la quatrième place à l'Est. Les Cavs rencontrent alors les Pacers de l'Indiana au premier tour. Après 7 matches, LeBron et les siens se qualifient et filent en demi-finale de conférence, où ils rencontreront les Raptors de Toronto qui se feront sweeper.
L'autre demi-finale opposait les 76ers de Philadelphie de Joel Embiid et les Celtics de Boston sans Kyrie Irving ni Gordon Hayward, leurs deux grosses recrues de l'été, toutes deux blessées. Néanmoins, les Celtics se hissent en finale de conférence et font donc face aux Cavaliers.
Les deux premiers matches se jouant au TD Garden, Boston jouait donc à domicile et prie l'avantage 2-0 avant d'aller fouler le parquet de la Quicken Loans Arena. Mais à domicile, les Cavs vont réduire l'écart puis égaliser avant de retourner à Boston. Mais encore une fois, LeBron et les siens s'inclinent et les Celtics n'ont qu'une victoire à prendre pour empêcher LeBron de jouer une 8e Finale NBA consécutive. À nouveau, dans l'Ohio, ce sont les Cavaliers qui vont s'imposer et arracher un match 7, au TD Garden. Les Celtics sont invaincus en playoffs à domicile cette saison, et peu de gens croient en l'exploit des Cavaliers. À l'issue d'un match serré, ce sont finalement les Cavs qui s'imposent et prennent la direction des Finales NBA 2018.
À l'Ouest, les Warriors de Golden State disposent des Rockets de Houston, également en 7 matches, pour une quatrième confrontation de suite entre ces deux franchises, un record en NBA.
Le match 1 de ces finales se joue à l'Oracle Arena et est marqué par une fin de match déroutante. À quelques secondes de la fin du temps réglementaire, George Hill obtient deux lancers francs. Il rentre le premier lancer et égalise, mais manque le second et l'occasion de faire passer les siens devant d'un point. J. R. Smith récupère le rebond, part en dribble, sort de la raquette puis se retrouve à neuf mètres du panier. Il passe le ballon à un coéquipier dans le coin droit mais trop tard. Une prolongation se dessine et les Warriors remportent ce match, avec un score final de 124-114. Les 51 points de James partis en fumée, ce dernier quitte la salle de conférence d'après match après qu'un journaliste lui demande ce qu'il pensait de la bourde de son coéquipier. À la suite de ce match, l'envie n'est plus chez les Cavaliers et subissent une nouvelle défaite en finale NBA, la troisième en quatre ans, sur un score de 4-0 dans la série.
À l'intersaison, LeBron James est agent libre, il décide alors de s'engager avec les Lakers de Los Angeles pour 4 ans. Cela marque la fin de la seconde ère de LeBron dans l'Ohio, où il apportera le premier titre de l'histoire de la franchise.

### Depuis 2018: Reconstruction
Afin de rester compétitif et de garder des cadres au sein de l'équipe, Kevin Love est prolongé sur 4 ans pour une extension de contrat de 120 millions de dollars. Lors de la draft 2018, Collin Sexton est sélectionné en début de premier tour. Cedi Osman signe un contrat chez les Cavaliers et ces deux joueurs se développent ensemble, entourés de cadres comme Kevin Love et Tristan Thompson dans le secteur intérieur.
Néanmoins la saison 2018-2019 n'est pas concluante, loin de là, puisqu'ils ont le deuxième pire bilan de la ligue, en raison du tanking pour essayer d'obtenir le 1er choix de la draft. De plus, lors de la loterie de la draft 2019, ils n'obtiennent que le 5e choix. Avec ce choix, les Cavs choisissent Darius Garland, afin de créer une association avec Sexton sur le secteur extérieur. Les Cavs ont également eu deux autres sélections, en sélectionnant Kevin Porter Jr. et Dylan Windler. Un nouvel entraîneur, en la personne de John Beilein, va intégrer le staff de l'équipe.
La saison 2019-2020 n'est guère meilleure que la précédente avec un bilan négatif, notamment en raison de la jeunesse de l'effectif, un manque de solidité défensive et une certaine inexpérience dans la ligue. Lors de la date limite des transferts, les Cavaliers font l'acquisition d'Andre Drummond des Pistons de Détroit, afin d'apporter une rotation supplémentaire dans le secteur intérieur. À la suite de l'interruption de la saison en raison de la pandémie de Covid-19, les Cavs ne reprennent pas la saison et terminent derniers de leur conférence. De ce fait, ils avaient la plus grande probabilité d'avoir l'un des trois meilleurs choix de la draft 2020, mais ne sélectionnent qu'en 5e afin de choisir Isaac Okoro.
Lors de la saison 2022-2023, les Cavaliers trouvent un terrain d'entente avec le Jazz pour échanger Donovan Mitchell contre Lauri Markkanen, 2 autres joueurs et 3 premiers tours de drafts. Cet échange transforme l'équipe qui enchaine huit victoires d'affilée lors de ses neuf premiers matchs de la saison. Les Cavs réussissent à battre, le 28 octobre 2022, les Celtics, alors vice-champions NBA, grâce à Mitchell et Caris LeVert ayant atteint les 41 points chacun (jamais reproduit depuis LeBron James et Kyrie Irving le 13 juin 2016 en match de Finales NBA). Le 2 janvier 2023, Donovan Mitchell bat même le record de points marqué sur un match par un Cavalier avec 71 points (8e meilleure performance au nombre de points de l'histoire de la NBA), battant les Bulls de Chicago et les 44 points de DeMar DeRozan.
Les Cavaliers se qualifient pour les playoffs 2024 mais sont éliminés en demi-finale de conférence par les Celtics. L'entraîneur J. B. Bickerstaff est limogé le même mois. En juin 2024, les Cavaliers recrutent Kenny Atkinson comme entraîneur.
L'équipe, menée par Donovan Mitchell, réalise une saison 2024-2025 brillante, terminant à la première place de la conférence Est avec un bilan de 64 victoires et 18 défaites. Comme la saison précédente, les Cavaliers sont éliminés en demi-finale de conférence (4-1) par les Pacers de l'Indiana.

## Meilleurs marqueurs de l'histoire de la franchise
| Place                                                                                     | Nom du joueur                          | Pays       | Points |
| ----------------------------------------------------------------------------------------- | -------------------------------------- | ---------- | ------ |
| 1er                                                                                       | LeBron James 2003 - 2010 / 2014 - 2018 | États-Unis | 23 119 |
| 2e                                                                                        | Žydrūnas Ilgauskas 1996 - 2010         | Lituanie   | 10 616 |
| 3e                                                                                        | Brad Daugherty 1986 - 1994             | États-Unis | 10 389 |
| 4e                                                                                        | Austin Carr 1971 - 1980                | États-Unis | 10 265 |
| 5e                                                                                        | Mark Price 1986 - 1995                 | États-Unis | 9 543  |
| 6e                                                                                        | Bingo Smith 1970 - 1979                | États-Unis | 9 513  |
| 7e                                                                                        | John Williams 1986 - 1995              | États-Unis | 8 504  |
| 8e                                                                                        | Kyrie Irving 2011 - 2017               | États-Unis | 8 232  |
| 9e                                                                                        | Kevin Love 2014 - 2023                 | États-Unis | 7 663  |
| 10e                                                                                       | Larry Nance 1988 - 1994                | États-Unis | 7 257  |
| Dernière mise à jour : 22 mars 2023 En gras : Joueurs évoluant toujours dans la franchise |                                        |            |        |

## Records individuels de la franchise
| Statistique                                                                                  | Nom du joueur      | Nombre                 |
| -------------------------------------------------------------------------------------------- | ------------------ | ---------------------- |
| Meilleur marqueur                                                                            | LeBron James       | 23 119 points          |
| Meilleure moyenne Points/Match                                                               | LeBron James       | 27,2 points/match      |
| Meilleur passeur                                                                             | LeBron James       | 6 228 passes décisives |
| Meilleure moyenne Passes/Match                                                               | Andre Miller       | 8,2 passes/match       |
| Meilleur rebondeur                                                                           | LeBron James       | 6 190 rebonds          |
| Meilleure moyenne Rebonds/Match                                                              | Rick Roberson      | 12,0 rebonds/match     |
| Meilleur contreur                                                                            | Žydrūnas Ilgauskas | 1 269 contres          |
| Meilleur intercepteur                                                                        | LeBron James       | 1 376 interceptions    |
| Meilleur pourcentage au tir                                                                  | Mark West          | 55,3 %                 |
| 3 points marqués                                                                             | LeBron James       | 1251                   |
| Meilleur pourcentage à 3 points                                                              | Steve Kerr         | 47,2 %                 |
| Lancers-francs marqués                                                                       | LeBron James       | 5 130 tirs             |
| Meilleur pourcentage au lancer-franc                                                         | Mark Price         | 90,6 %                 |
| Matchs joués                                                                                 | LeBron James       | 849 matchs             |
| Dernière mise à jour : 21 février 2019 En gras : Joueurs évoluant toujours dans la franchise |                    |                        |

## Palmarès
- Champion NBA (1) : 2016
- Champion de la Conférence Est (5) : 2007, 2015, 2016, 2017 et 2018
- Champion de la Division Centrale (8) : 1976, 2009, 2010, 2015, 2016, 2017, 2018 et 2025.

## Maillots retirés
- 7 - Bingo Smith.
- 11 - Žydrūnas Ilgauskas.
- 22 - Larry Nance.
- 25 - Mark Price.
- 34 - Austin Carr.
- 42 - Nate Thurmond.
- 43 - Brad Daugherty.

## Couleurs et symboles

### Maillots
Depuis que Nike fournit l'ensemble des tenues aux équipes de NBA, en 2017, les maillots « domicile » et « extérieur » ont été remplacés par une collection plus fournie, pouvant servir aussi bien en déplacement qu'à domicile, portant les noms « association », « icon », « statement » et « city », et pour certaines équipes en plus une version « classic » reprenant le design d'anciens maillots. Les équipes qualifiées pour les playoffs 2019 se sont vues dotées d'une tenue supplémentaire, dénommée « earned ».

### Mascotte

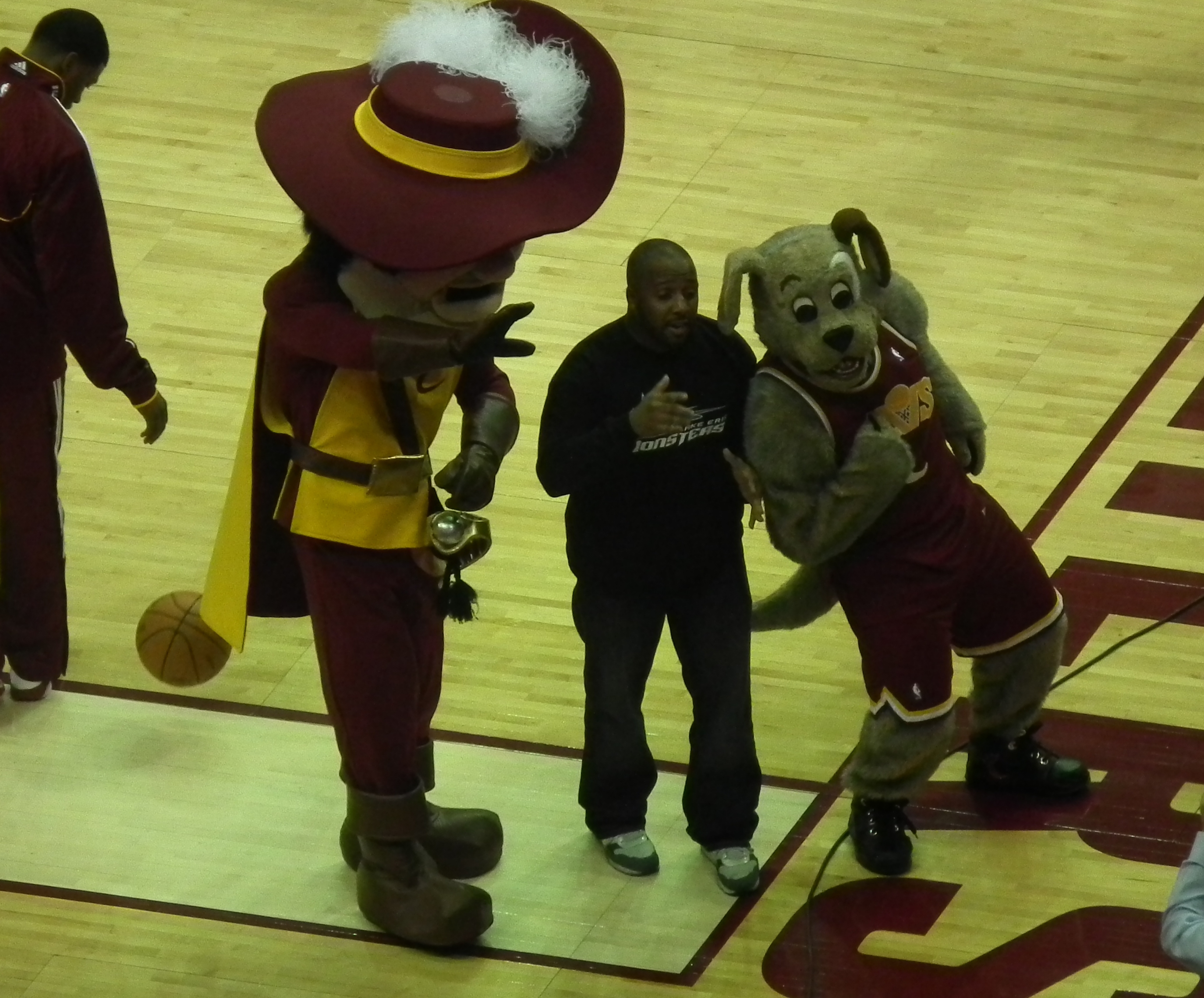
Moondog la mascotte actuelle.

La mascotte actuelle des Clevelands Cavaliers s'appelle Moondog.